# 부가티 미스트랄
부가티 미스트랄(프랑스어: Bugatti Mistral)은 부가티에서 2022년 8월 19일에 공개된 하이퍼카이다.

부가티 미스트랄의 후면

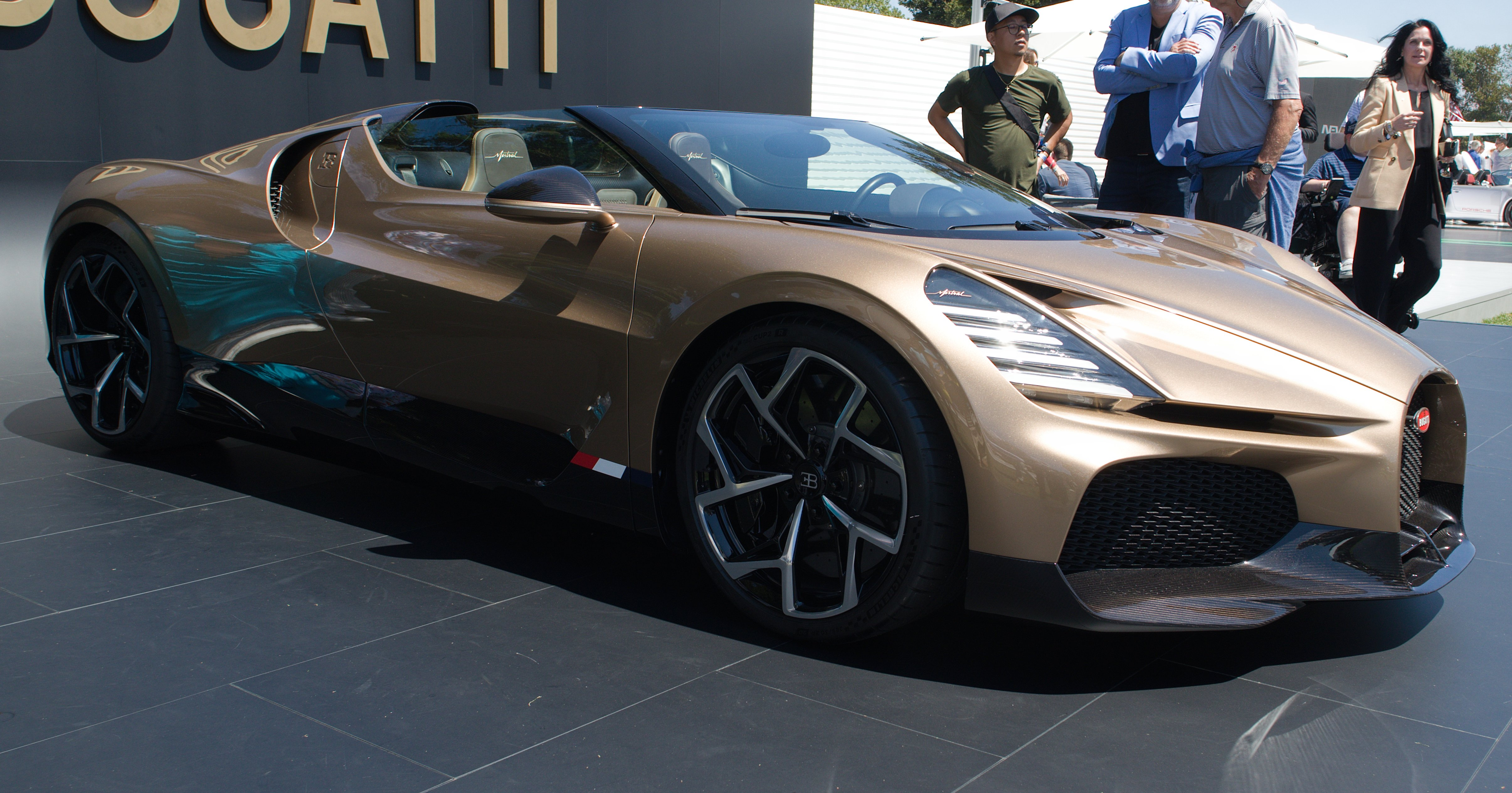

## 비디오 게임에서의 등장
- 아스팔트 8: 에어본
- 아스팔트 9: 레전드